# Катлін Ле Мессурієр
Катлін Ле Мессурієр (англ. Kathleen Le Messurier; 12 липня 1898 — 1 січня 1981) — колишня австралійська тенісистка.
Найвищим досягненням на турнірах Великого шолома був фінал в одиночному розряді.

## Фінали турнірів Великого шолома

### Одиночний розряд (1 поразка)
| Результат | Рік  | Турнір                                 | Покриття | Суперниця       | Рахунок  |
| --------- | ---- | -------------------------------------- | -------- | --------------- | -------- |
| Поразка   | 1932 | Відкритий чемпіонат Австралії з тенісу | Трава    | Корал Баттсворт | 4–6, 7–9 |

### Парний розряд (4 поразки)
| Результат | Рік  | Турнір                                 | Покриття | Партнерка        | Суперниці                              | Рахунок  |
| --------- | ---- | -------------------------------------- | -------- | ---------------- | -------------------------------------- | -------- |
| Поразка   | 1924 | Відкритий чемпіонат Австралії з тенісу | Трава    | Мерил О'Гара Вуд | Дафне Акгерст Сільвія Ланс-Гарпер      | 5–7, 2–6 |
| Поразка   | 1925 | Відкритий чемпіонат Австралії з тенісу | Трава    | Есна Бойд        | Дафне Акгерст Сільвія Ланс-Гарпер      | 4–6, 3–6 |
| Поразка   | 1928 | Відкритий чемпіонат Австралії з тенісу | Трава    | Дороті Вестон    | Дафне Акгерст Есна Бойд                | 3–6, 1–6 |
| Поразка   | 1932 | Відкритий чемпіонат Австралії з тенісу | Трава    | Дороті Вестон    | Корал Баттсворт Марджорі Кокс Кроуфорд | 2–6, 2–6 |